# NGC 5098B
NGC 5098B је елиптична галаксија у сазвежђу Ловачки пси која се налази на NGC листи објеката дубоког неба.
Деклинација објекта је + 33° 8' 42" а ректасцензија 13h 20m 17,9s. Привидна величина (магнитуда) објекта NGC 5098 износи 14,6 а фотографска магнитуда 15,6. NGC 5098B је још познат и под ознакама MCG 6-29-78, CGCG 189-52, PGC 46515.